# 法性寺 (富津市)
法性寺（ほっしょうじ）は、千葉県富津市に所在する顕本法華宗の寺院。山号は、南栄山（なんえいざん）。

## 起源と歴史
開基は、法性院日榮上人。天台宗の寺を法華宗に改宗し開山。起源年には1314年（正和3年）と1454年（享徳3年）の二説あり。		

## 本尊
- 大曼荼羅

## 所在地
- 千葉県富津市下飯野3080

## 交通アクセス
- JR内房線青堀駅から車で5分。
- 館山自動車道木更津南インターチェンジから車で30分

## 関連事項
- 総本山妙満寺、天妙国寺、寂光寺、 本多日生上人